# Challenger de Savannah 2022
El torneo Savannah Challenger 2022 fue un torneo de tenis perteneció al ATP Challenger Tour 2022 en la categoría Challenger 80. Se trató de la 12.ª edición, el torneo tuvo lugar en la ciudad de Savannah (Estados Unidos), desde el 25 de abril hasta el 1 de mayo de 2022 sobre pista de tierra batida (verde) al aire libre.

## Jugadores participantes del cuadro de individuales
| Favorito | País                      | Jugador                 | Rank1 | Posición en el torneo |
| -------- | ------------------------- | ----------------------- | ----- | --------------------- |
| 1        | Bandera de Argentina      | Tomás Martín Etcheverry | 95    | Cuartos de fina       |
| 2        | Bandera de Estados Unidos | Stefan Kozlov           | 123   | Primera ronda         |
| 3        | Bandera de Ecuador        | Emilio Gómez            | 130   | Primera ronda, retiro |
| 4        | Bandera de Estados Unidos | Jack Sock               | 139   | CAMPEÓN               |
| 5        | Bandera de Chile          | Tomás Barrios           | 141   | Primera ronda         |
| 6        | Bandera de Estados Unidos | Jeffrey John Wolf       | 145   | Semifinales           |
| 7        | Bandera de Estados Unidos | Tennys Sandgren         | 170   | Primera ronda         |
| 8        | Bandera de Estados Unidos | Bjorn Fratangelo        | 176   | Semifinales           |

- 1 Se ha tomado en cuenta el ranking del 18 de abril de 2022.

### Otros participantes
Los siguientes jugadores recibieron una invitación (wild card), por lo tanto ingresan directamente al cuadro principal (WC):
- Oliver Crawford
- Noah Rubin
- Learner Tien

Los siguientes jugadores ingresan al cuadro principal tras disputar el cuadro clasificatorio (Q):
- Ezekiel Clark
- Arthur Fils
- Strong Kirchheimer
- Aidan Mayo
- Govind Nanda
- José Pereira

## Campeones

### Individual Masculino
- Jack Sock contra  Christian Harrison, 6–4, 6–1

### Dobles Masculino
- Ruben Gonzales /  Treat Huey Semifinales  Wu Tung-lin /  Zhizhen Zhang, 7–6(3), 6–4